# Maria das Neves
María das Neves Ceita Baptista de Sousa (1958) es una economista y política santotomense, miembro del Movimiento para la Liberación de Santo Tomé y Príncipe / Partido Social Demócrata.
Exfuncionaria del Ministerio de Finanzas y del Banco Africano de Desarrollo, fue ministra de Economía, Agricultura, Pesca, Comercio y Turismo de 1999 a 2001. Fue ministra de Finanzas de 2001 a 2002 antes de ser nombrada Ministra para Industria, Comercio y Turismo en 2002. Se convirtió en Primera ministra de Santo Tomé y Príncipe el 3 de octubre del mismo año, siendo la primera mujer en acceder al cargo. Fue destituida brevemente del 13 al 26 de julio de 2003 por el golpe militar de Fernando Pereira. Acusada de corrupción, deja su puesto en 18 de septiembre de 2004.
En 2010, fue nombrada vicepresidenta de la Asamblea Nacional.
Fue candidata en las elecciones presidenciales de 2011, 2016 y 2021, sin resultar elegida.